# Port Klang

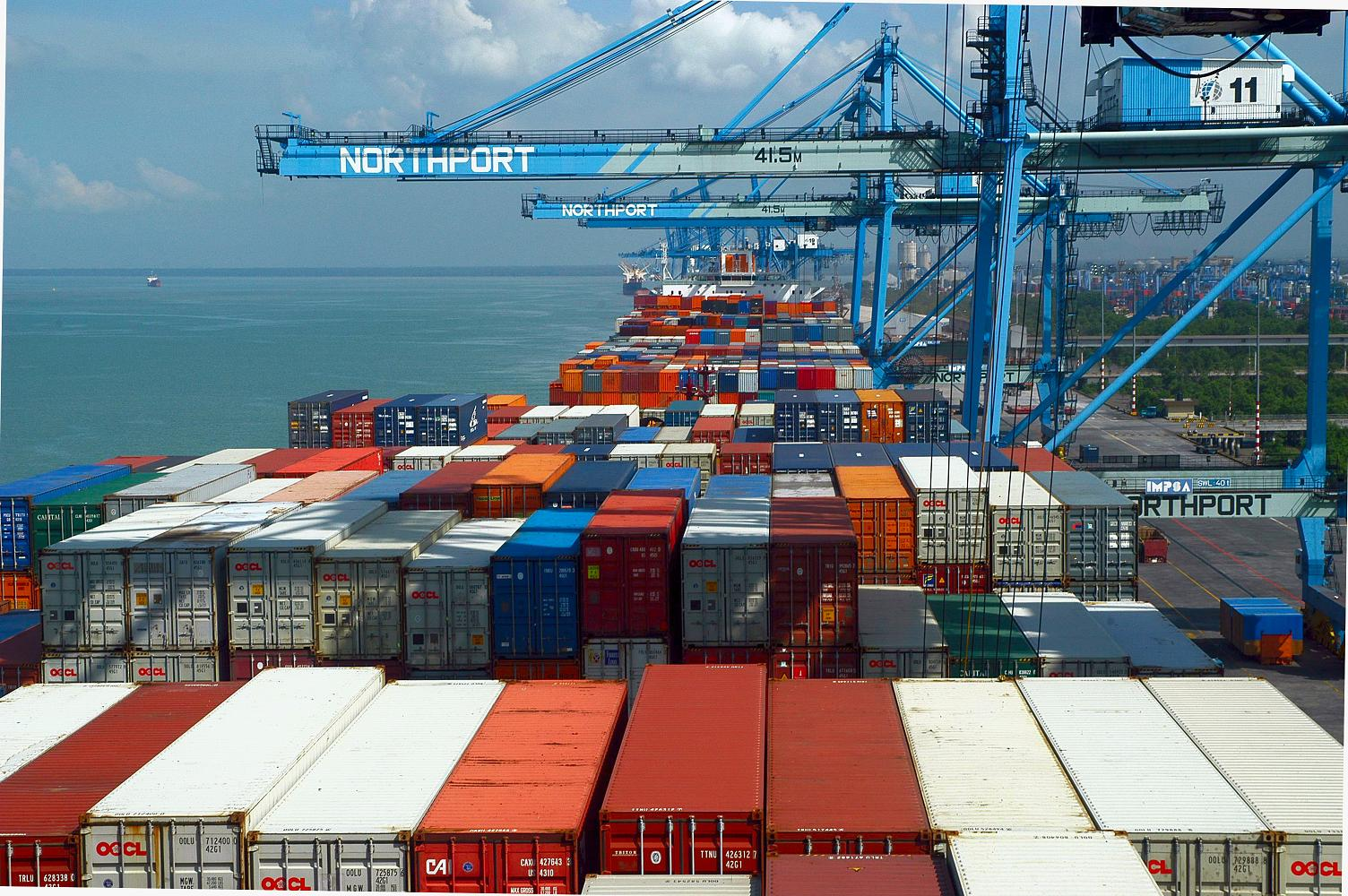
Carga de contenedores en North Port

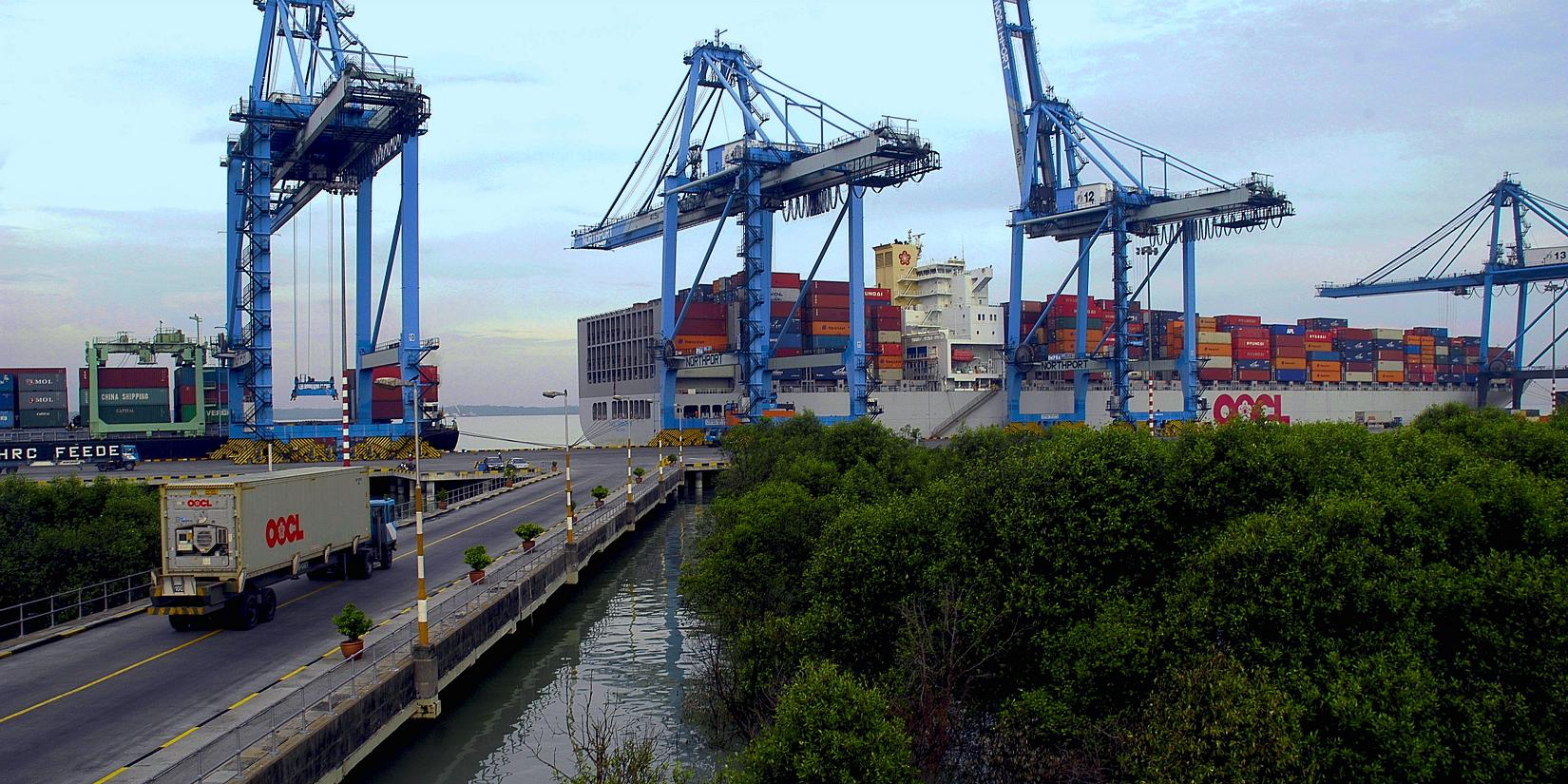
Acceso al North Port

Port Klang, también Port Kelang, en malayo: Pelabuhan Klang, llamado hasta 1972 Port Swettenham, es una pequeña ciudad y el puerto marítimo más grande de Malasia.

## Situación
Situado en el estrecho de Malaca, cerca de la ciudad de Klang,  en el distrito de Klang, en el estado de Selangor, a 45 km al oeste-suroeste de Kuala Lumpur, capital de Malasia.

## Geografía
Port Klang está situado en el estrecho de Malaca, cerca de la ciudad Klang en el distrito de Klang, que forma parte del estado federal Selangor. También está situado aproximadamente a unos 41 km de Kuala Lumpur, la capital del país.

## Puerto
El puerto marítimo existe desde 1901 y desde entonces ha sido el más grande del país. Ha sido administrado desde el 1 de julio de 1963 por la Port Klang Authority (un organismo autónomo), que también opera los otros tres puertos del distrito (North Port, South Port y West Port). En el distrito existió por primera vez el South Port, que hasta entonces estaba bajo el control de la Administración de Ferrocarriles (Malayan Railway Administration).
Actualmente el West Port y el North Port se encuentran en un proceso de privatización. West Port está siendo gestionado por el Kelang Multi Terminal (KMT) y el North Port por el Northport Malaysia. El puerto ocupa a nivel mundial el puesto n.° 13 en términos de facturación de mercancías.

## Ubicación
El término municipal de la ciudad tiene 573 km² y tiene 42.000 habitantes.